# Alul semmi (film)
Az Alul semmi (eredeti cím: The Full Monty) 1997-ben bemutatott, négy Oscar-díj-ra jelölt, angol vígjáték, dráma Peter Cattaneo rendezésében.

## Cselekmény
Az egykor sikeres sheffield-i acélgyár megszűnt, és a legtöbb munkavállalót elbocsátották. Volt acélmunkások Gary "Gaz" Schofield és Dave Horsefall munkanélküliek lettek és fémhulladékot loptak a bezárt gyárból. Gaznak van egy kisfia a volt feleségétől, Mandy-től, de a tartásdíjat nem fizeti a gyerek után, ami miatt adósságba keveredik. Gaz fia, Nathan, szereti az apját, és szívesen tölti vele szabadidejét.
Egy nap a fiúk észreveszik, hogy rengeteg nő áll sorban egy helyi klub előtt, akik egy férfiakból álló sztriptíz előadásra várnak. Dave és Gaz elhatározzák, hogy megcsinálják saját vetkőzős fellépésüket amivel pénzt kereshetnek és Gaz kifizetheti az elmaradt tartásdíjat. Dave és Gaz kocogás közben találkozik a depressziós biztonsági őrrel, Lomperrel, aki öngyilkos akar lenni az autójában. A fiúk megmentik és meggyőzik őt, hogy csatlakozzon a csoporthoz. További embereket akarnak beszervezni a fellépéshez, ezért megkeresik Gerald Cooper-t, egykori főnöküket, hogy csatlakozzon hozzájuk. Gerard nem mondta meg a feleségének, hogy munkanélküli, viszont ő is tetemes adósságot halmozott fel. Mivel nem sikerül az állásinterjúja, csatlakozik a fiúkhoz.
A négy férfi álláshirdetést ad fel és nyílt meghallgatáson keresnek tagokat. Megismerik a fekete, idős férfit, akinek "Ló" a beceneve és jól táncol, valamint egy Guy nevű férfit aki táncolni nem tud, viszont méretes hímtaggal rendelkezik. Mikor a fiúk találkoznak néhány helybéli lánnyal, elmondják nekik, hogy az ő fellépésük jobb lesz mint az előző chipanddale show, mert ők teljesen meztelenül, "alul semmiben" fogják előadni. Dave közben úgy dönt, hogy kilép, mert munkát kapott egy hipermarketben, mint biztonsági őr. Mikor a fiúk egy elhagyatott gyárban próbálnak, a rendőrség rajtuk üt, azonban Guy és Lomper elmenekül, a többieket letartóztatják, majd kiengedik. Geraldot eközben kidobja a felesége, Linda, mert rájött az igazságra, miután végrehajtók érkeztek az ingóságokat elvinni az adósság rendezése érdekében. Lomperről és Guyről kiderül, hogy homoszexuálisok és összejönnek egymással. Lompernek meghal az anyja.
Felesége tanácsára Dave úgy dönt, hogy nem hagyja cserben a barátait és ő is visszatér a csapathoz. Miután minden jegy elkelt Gaz úgy dönt, hogy mégsem lép fel, azonban fia rábeszéli, hogy gondolja meg magát és lépjen fel ő is.
A film végén a hat férfi telt ház előtt tart sztriptízelőadást Joe Cocker "You Can Leave Your Hat On" című számára.

## Szereplők
| Szereplő | Színész          | Magyar hang   |
| -------- | ---------------- | ------------- |
| Gaz      | Robert Carlyle   | Stohl András  |
| Dave     | Mark Addy        | Csuja Imre    |
| Gerald   | Tom Wilkinson    | Végvári Tamás |
| Nathan   | William Snape    | Bíró Attila   |
| Ló       | Paul Barber      | Rajhona Ádám  |
| Lomper   | Steve Huison     | Hannus Zoltán |
| Guy      | Hugo Speer       | Epres Attila  |
| Jean     | Lesley Sharp     | Kiss Eszter   |
| Linda    | Deirdre Costello | Zsurzs Kati   |
| Mandy    | Emily Woof       | Csabai Judit  |

További magyar hangok: Horányi László, Pálfai Péter, Varga Tamás, Bognár Gyöngyvér, Csiszár Jenő, Korbuly Péter, Rudas István

## Filmzene
Anne Dudley szerezte a film kísérőzenéjét, de számos sláger hallható a filmben.
1. "The Zodiac" – David Lindup (3:06)
2. "You Sexy Thing" – Hot Chocolate (4:03)
3. "You Can Leave Your Hat On" – Tom Jones (4:26)
4. "Moving on Up (M People song)" – M People (5:29)
5. "Make Me Smile (Come Up and See Me)" – Steve Harley & Cockney Rebel (3:59)
6. "The Full Monty" – Anne Dudley (3:04)
7. "The Lunchbox Has Landed" – Anne Dudley (2:14)
8. "Land of a Thousand Dances" – Wilson Pickett (2:24)
9. "Rock and Roll (Gary Glitter song)" – Gary Glitter (3:02)
10. "Hot Stuff (Donna Summer song)" – Donna Summer (3:49)
11. "We Are Family" – Sister Sledge (3:35)
12. "Flashdance... What a Feeling" – Irene Cara (3:49)
13. "The Stripper" – Joe Loss & His Orchestra (2:11)

## Megjelenés
A filmet 1997. augusztus 13-án mutatták be az Egyesült Államokban limitáltan, a széles körű mozivetítés 1997. szeptember 19-től volt. Angliában 1997. augusztus 29-től, Magyarországon 1998. január 1-től vetítették a mozik. VHS-en 1998. július 29-én jelent meg. A hazai DVD megjelenés 2000. július 6-án volt, de magyar szinkront nem tartalmazott, a szinkronos verziót 2005. július 19-én adták ki. Blu-ray verzió 2009. április 23-tól került a boltokba.

## Kritikai visszhang
A Rotten Tomatoes oldalán a film 95%-on áll, 44 kritikusból, 42 pozitívan, 2 negatívan nyilatkozott a műről. Az IMDb-n 10/7,2-n áll a nézők szavazatai alapján.

## Díjak és jelölések

### Oscar-díj
- Oscar-díj
  - díj: legjobb eredeti filmzene (Anne Dudley)
  - jelölés: legjobb film (Uberto Pasolini)
  - jelölés: legjobb rendező (Peter Cattaneo)
  - jelölés: legjobb eredeti forgatókönyv (Simon Beaufoy)

### BAFTA-díj
- - díj: legjobb film (Uberto Pasolini)
  - díj: legjobb férfi főszereplő (Robert Carlyle)
  - díj: legjobb férfi mellékszereplő (Tom Wilkinson)
  - jelölés: Alexander Korda-díj a legjobb brit filmnek (Uberto Pasolini)
  - jelölés: legjobb filmzene (Anne Dudley)
  - jelölés: legjobb eredeti forgatókönyv (Simon Beaufoy)
  - jelölés: legjobb férfi mellékszereplő (Mark Addy)
  - jelölés: legjobb női mellékszereplő (Lesley Sharpy)
  - jelölés: legjobb hang (Alistair Crocker, Adrian Rhodes, Ian Wilson)
  - jelölés: legjobb vágás (Nick Moore, David Freeman)
  - jelölés: legjobb rendező (Peter Cattaneo)

### Golden Globe-díj
- - jelölés: legjobb filmmusical vagy vígjáték